# Línea 29 (Dbus)
La línea 29 de Dbus conecta el centro de la ciudad con los barrios de Gros e Intxaurrondo.

## Paradas

### Hacia Baratzategi 21
- Boulevard 15 5 8 9 13 21 25 26 28 31 42
- Libertad 15 9 42
- Pinares Mirakruz 14 14 31 33 36 46
- Plaza Vasconia 13 14 27 31 33 36 37 46
- Jai-Alai 13 14 27 33 37 46
- Fernando Sasiain 33 37 41
- Cocheras Dbus 9 27 33 41
- Mons 36 24 33
- Zarategi 80 24 33
- Txara I 24 33
- Galizia 18 9
- Galizia 28 9
- Bustintxulo 9
- Baratzategi 21 9

### Hacia Boulevard 15
- Baratzategi 21 9
- Txara II 9 27 33
- Zarategi 71 9 27 33
- Basotxiki 8
- Julimasene 8
- Garro Zubia 8
- Zubiaurre 117 8
- Zubiaurre 70 8
- Zabaltoki 8
- Zubiaurre 39 8
- RENFE Ategorrieta 8
- Maestro Arbós 8
- Ategorrieta 31 8 14 42
- Gran Vía 21 8 14 42
- Kursaal 13 31 37 42
- Boulevard 15 5 8 9 13 21 25 26 28 31 42